# Wara Wara
Wara Wara é um filme mudo boliviano de longa-metragem de 1930, dirigido por José María Velasco Maidana. Combinando ficção histórica e romance, o filme foi descrito como uma “superprodução” pela imprensa da época. Por muito tempo foi considerado perdido. Redescoberto em 1989, foi depois restaurado e reexibido a partir de 2010. É o único filme mudo boliviano sobrevivente no tempo presente.
O filme foi restaurado pelo estúdio L’Immagine Ritrovata, em Bolonha, na Itália. Em 2010, foi apresentado no festival Il Cinema Ritrovato, organizado pela Cineteca di Bologna, bem como na IV Jornada brasileira de Cinema silencioso, promovido pela Cinemateca Brasileira, em São Paulo.

## Enredo
O título do filme é homônimo ao da personagem principal, a princesa inca Wara Wara, interpretada por Juanita Taillansier. Ambientado no século XVI, trata-se de uma narrativa histórica da conquista espanhola de Qullasuyo, os territórios aimarás do Império Inca. Neste contexto, uma pacífica comunidade inca é massacrada por um grupo de colonizadores europeus e os sobreviventes, entre os quais Wara Wara, fogem para as montanhas. Mais tarde, Wara Wara é atacada por dois soldados espanhóis e depois salva por Tristán de la Vega, um dos conquistadores. Os dois apaixonam-se, mas são confrontados com o ódio mútuo entre os seus povos. Condenados à morte, fogem e acabam por “viver felizes para sempre”. A cena final do filme mostra um último beijo durante um por do dol à beira do Titicaca, o lago sagrado dos Incas.